# Televen Stream
Televen Stream es una plataforma de streaming venezolana, propiedad de Corporación Televen C.A, la cual cuenta con el catálogo de programación de dicha empresa tanto en vídeo bajo demanda como la señal en vivo de Televen.

## Historia
La plataforma fue lanzada el 14 de septiembre de 2023, buscando querer competir con las plataformas de streaming ya existentes, ofreciendo una variedad de programación producida por su señal matriz, Televen. Y ésta desde su comienzo se anunció como una aplicación multiplataforma, llegando a estar presente tanto en teléfonos inteligentes como en televisores inteligentes.